# جزیره کالیفرنیا

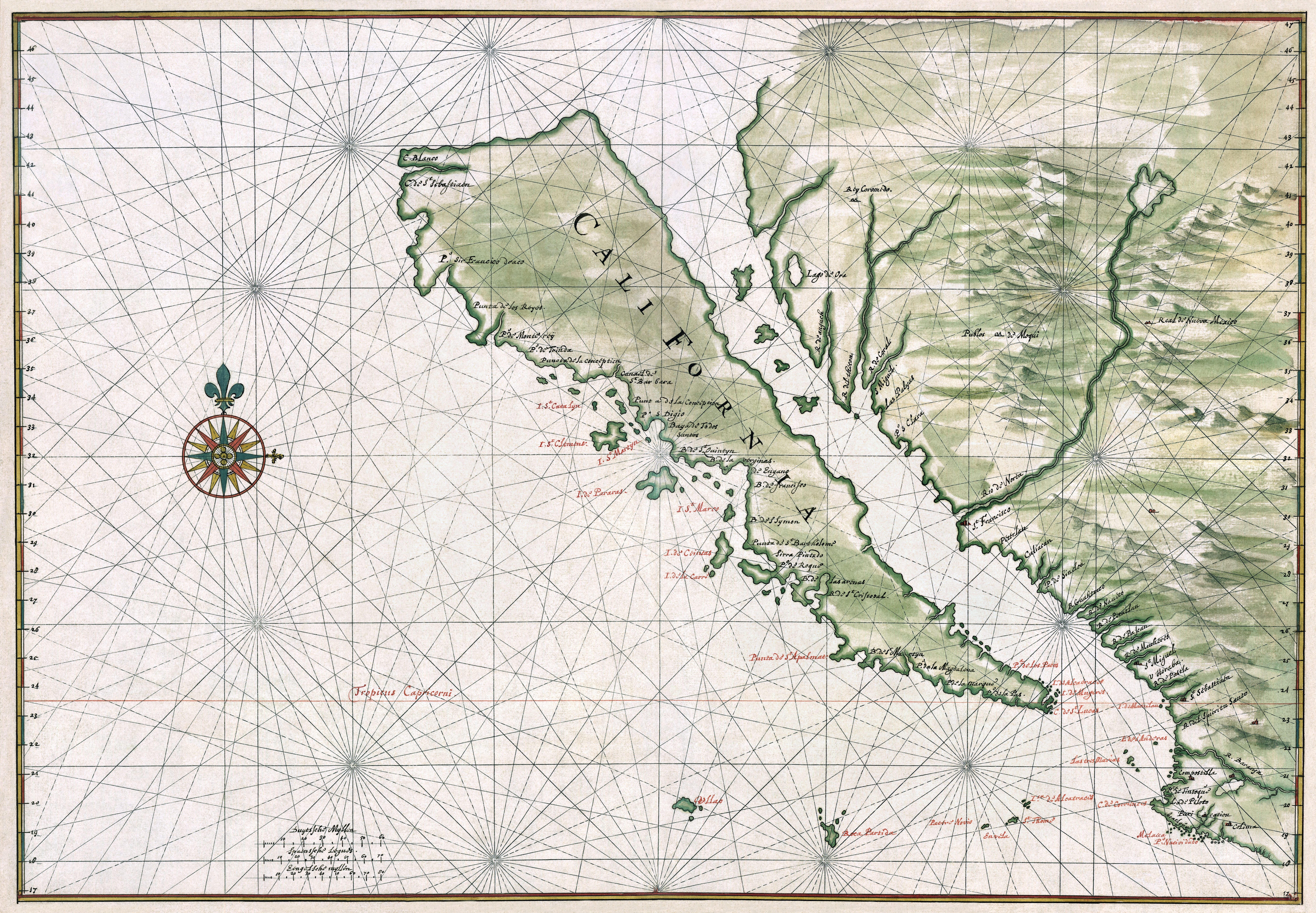
نقشه کالیفرنیا، حدود ۱۶۵۰. گلباد در مرکز نقشه موقعیت تقریبی مرز امروزی ایالات متحده-مکزیک را در جنوب سن دیگو نشان می‌دهد.

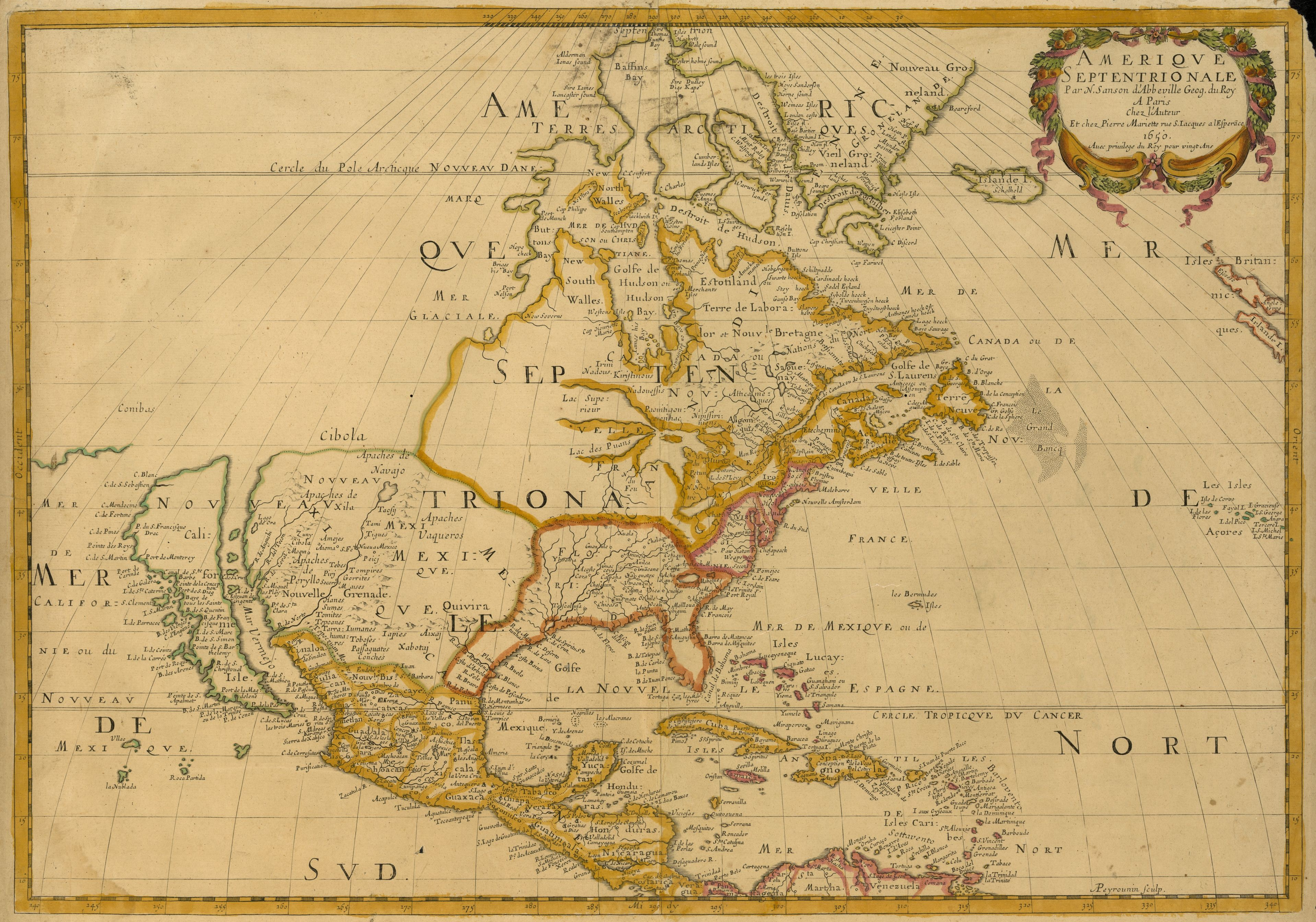
«جزیره کالیفرنیا»، در یک نقشه مربوط به سال ۱۶۵۰

جزیرهٔ کالیفرنیا (اسپانیایی: Isla de California‎) به یک تصور نادرست طولانی-مدت اروپایی که قدمت آن به سدهٔ شانزدهم می‌رسد اشاره دارد که باور داشتند شبه‌جزیره باخا کالیفرنیا بخشی از خشکی اصلی آمریکای شمالی نیست، بلکه یک جزیرهٔ بزرگ است که توسط تنگه‌ای که امروز به نام خلیج کالیفرنیا شناخته می‌شود از قاره جدا شده‌است.
جزیرهٔ کالیفرنیا که یکی از معروف‌ترین اشتباه‌های نقشه‌نگاری در تاریخ است، با وجود اینکه کاوشگران مختلف شواهد متناقض آن را داشتند، در سده‌های ۱۷ و ۱۸ میلادی در نقشه‌های زیادی تکثیر شده بود. این افسانه در ابتدا با این ایده القا شد که کالیفرنیا مانند باغ عدن یا آتلانتیس یک بهشت زمینی است.